# André Boonen (ciclista)
André Boonen (Mol, 13 giugno 1957) è un ciclista su strada belga.

## Carriera
Professionista dal 1979 al 1984, ha ottenuto due vittorie tra i professionisti, nel 1981 ottenne un secondo posto alla Gullegem Koerse; dopo il ritiro divenne uno fra i più noti rappresentanti delle biciclette Ridley Bikes.
È il padre del campione di ciclismo Tom Boonen.

## Palmarès
- 1981

Gran Premio di Eervik
- 1982

Harelbeke-Poperinge-Harelbeke